# 金山火蒜
金山火蒜是廣東江門市轄内開平的特產，屬於一種製過的獨子蒜。味道沒有一般蒜頭那麼辣，相傳是因為從前開平人經常到外地謀生，為了方便攜帶就用火烘獨子蒜攜帶到外地食用。